# Marina de Cudeyo
Marina de Cudeyo ist eine Gemeinde in der spanischen Autonomen Region Kantabrien. Die Gemeinde, die in der Bucht von Santander liegt, wird auf drei Seiten von den Gewässern der Ria de San Salvador und der Ria de Cubas, der Mündung des Flusses Miera, umspült. 

## Orte
- Agüero
- Elechas
- Gajano
- Orejo
- Pedreña
- Pontejos
- Rubayo (Hauptstadt)
- Setién

## Bevölkerungsentwicklung
| 1842 | 1900 | 1950 | 1981 | 1991 | 2001 | 2011 |
| ---- | ---- | ---- | ---- | ---- | ---- | ---- |
| 1965 | 2410 | 4268 | 4577 | 4400 | 5058 | 5264 |